# Weißschimmelkäse

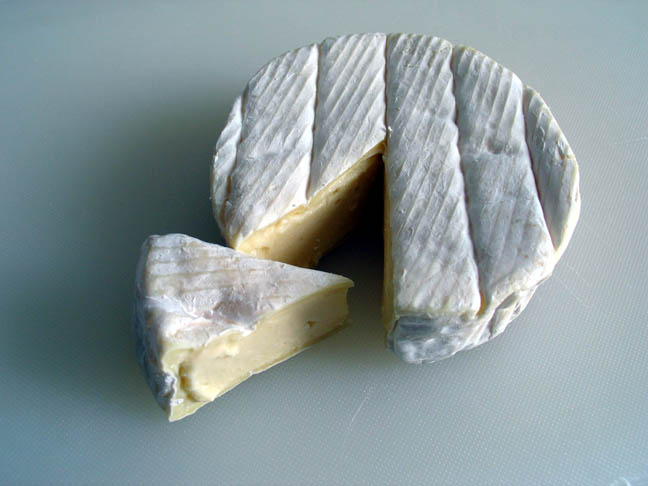
Camembert, ein Weißschimmelkäse

Weißschimmelkäse ist ein Schimmelkäse, bei dessen Herstellung Edelschimmel  (Schimmelpilze der Arten Penicillium candidum oder Penicillium camemberti) eingesetzt werden. Meist werden die Sporen (Konidien) dieser Pilze der Milch zugegeben, seltener wird die Kultur auf den jungen Käse aufgesprüht, was zu einer unregelmäßigeren Verteilung der Sporen führt. Die Konidienkonzentration muss zwei Millionen keimfähige Sporen auf einem Liter Milch aufweisen, damit das Risiko eines Befalls mit Fremdschimmel ausgeschlossen ist.
Nach einer Salzbehandlung des Käses und dem Abtropfen der Molke setzt der Reifevorgang ein. Die Temperatur sollte dafür zwischen 12 und 18 Grad Celsius liegen. Während der ersten 48–72 Stunden erscheinen vor allem Hefepilze an der Oberfläche des Käses. Die Sporen der Edelschimmel keimen idealerweise schon vor dem Salzen, doch erst am dritten Tag der Reife werden die Kolonien sichtbar. Danach dauert es nicht mehr lange, bis ein dichter Pilzrasen den ganzen Käse bedeckt.
Die Farbe des Bewuchses beim jungen reifen Käse ist reinweiß beim weißen Camembertschimmel Penicillium candidum und leicht bläulich beim blauen Camembertschimmel Penicillium camemberti, was von der unterschiedlichen Farbe der Sporen der beiden Pilzarten herrührt.
Die Pilze sorgen für den Geschmack des Käses, sie geben ein frisches Aroma, das an den Geruch von Champignons erinnert. Aroma und Geschmack eines Käses hängen aber auch von der eingesetzten Milch ab, so gibt es neben Weißschimmelkäsen aus Kuhmilch auch solche aus der Milch von Schafen und Ziegen.
Vertreter von Weißschimmelkäse sind Camembert, Brie, Hermelin und Coulommiers. Auch manche Sauermilchkäse werden unter Verwendung von Weißschimmel gekäst.